# Rubén González (labdarúgó)
Rubén Adán González Acosta (Montevideo, 1939. július 17. –) uruguayi válogatott labdarúgó.
Az uruguayi válogatott tagjaként részt vett az 1962-es világbajnokságon és az 1959-es ecuadori Dél-amerikai bajnokságon.

## Sikerei, díjai
Nacional
- Uruguayi bajnok (3): 1957, 1963, 1966

Boca Juniors
- Argentin bajnok (1): 1965

Uruguay
- Dél-amerikai bajnok (1): 1959 (Ecuador)